# Noroeste de Ontário
O Noroeste de Ontário ou Ontário do Noroeste (em inglês: Northwestern Ontario) é uma região secundária do Norte de Ontário, na província canadense de Ontário, que fica a norte e a oeste do Lago Superior e a oeste da Baía de Hudson e da Baía de James. Por fazer parte do Norte de Ontário, é uma região vasta, porém escassamente povoada, provavelmente devido ao seu clima majoritariamente subártico, onde no máximo 3 meses apresentam temperatura média acima de 10 °C.
A população do Noroeste de Ontário era de apenas 231.691 pessoas em 2016, e sua área é de vastos 526.417 quilômetros quadrados, com uma densidade populacional de 0,4 habitantes por quilômetro quadrado.
Para alguns propósitos, o Noroeste de Ontário e o Nordeste de Ontário são tratados como regiões separadas, enquanto que para outros propósitos elas são agrupadas em Ontário Setentrional.